# Куликово (Липецкая область)
Кулико́во — село Усманского района Липецкой области. Центр Куликовского сельсовета. Расположено на берегах реки Боровицы.
Впервые населялось в 1630-е годы. Однако уже в 1644 году разорено в ходе татарских набегов.
Во время сооружения оборонительного вала Белгородской черты в середине XVII века прежнее место села, или Куликова поляна (отсюда название; у поляны, в свою очередь, происхождение патронимическое), оказалось за валом. Несмотря на это, вскоре служилые люди вышли за вал и восстановили село на прежнем месте и с прежним названием — Куликово.
В 1831—1832 годах в Куликово была построена каменная Вознесенская церковь. В XIX веке село стало известно как центр табаководства в Усманском уезде (см. также Октябрьское и Кривка).
1837—1923 годы — центр Куликовской волости Усманского уезда Тамбовской губернии.

В Куликове и окрестных сёлах в 1918 году успешно действовал продотряд, руководимый большевиком Я. И. Лутковым. Позже в селе установили памятник продотрядовцам, на котором высекли слова Ленина (из 36-го тома полного собрания сочинений): 

Когда я читаю сообщение, что в Усманском уезде Тамбовской губернии продовольственный отряд из реквизированных 6 тысяч пудов хлеба 3 тысячи отдаёт беднейшему крестьянству, я говорю: если бы даже мне доказали, что до сего времени в России есть только один такой отряд, я всё-таки сказал бы, что советская власть своё дело делает. Ибо ни в одном государстве такого отряда нет.

В селе родились Герои Советского Союза Антон Панарин и Михаил Фролов.

## Население
| 2010  | 2011  | 2012  | 2013  | 2014  | 2015  | 2016  | 2017  | 2018  |
| ----- | ----- | ----- | ----- | ----- | ----- | ----- | ----- | ----- |
| 1507  | →1507 | ↘1476 | ↗1484 | ↘1471 | ↘1453 | ↘1427 | ↘1407 | ↗1409 |
| 2021  |       |       |       |       |       |       |       |       |
| ↘1370 |       |       |       |       |       |       |       |       |